# Liste der Mitglieder der Schleswigschen Ständeversammlung 1853
Diese Liste nennt die Mitglieder der Schleswigschen Ständeversammlung in der Wahlperiode 1853.

## Zusammensetzung
- 4 allerhöchst ernannte Vertreter der Schleswig-Holsteinischen Ritterschaft
- 2 allerhöchst ernannte Geistliche
- 1 allerhöchst ernannten Vertreter der Universität Kiel
- 5 von den Besitzern adliger und anderer großer Güter gewählte Abgeordnete
- 17 von den kleineren Landbesitzern gewählte Abgeordnete
- 12 von den Einwohnern der Städte gewählte Abgeordnete
- 2 von den Angesessenen in 2 gemischten Distrikten gewählte Abgeordnete

Für die Abgeordneten wurde jeweils ein Stellvertreter gewählt.

## Abgeordnetenliste
| Titel                                    | Name                               | Wählergruppe                                     | Wahlbezirk Nr.               | Anmerkung                                                                |
| ---------------------------------------- | ---------------------------------- | ------------------------------------------------ | ---------------------------- | ------------------------------------------------------------------------ |
| Kammerherr Graf                          | F. von Reventlow                   | Ritterschaft                                     | 0                            |                                                                          |
| Major                                    | Carl Adolph von Qualen             | Ritterschaft                                     | 0                            |                                                                          |
| Kammerherr auf Ludwigsburg               | B. E. L. T. von Ahlefeldt          | Ritterschaft                                     | 0                            |                                                                          |
| Landsasse                                | Conrad von Qualen                  | Ritterschaft                                     | 0                            |                                                                          |
| Superintendent und Probst in Flensburg   | Christoph Karl Julius Asschenfeldt | Geistlichkeit                                    | 0                            |                                                                          |
| Probst in Hadersleben                    | U. S. Boesen                       | Geistlichkeit                                    | 0                            |                                                                          |
| Prof. Dr. jur.                           | Andreas Christian Johannes Schmid  | Universität Kiel                                 | 0                            | Präsident                                                                |
| Hofjägermeister auf Lindau               | Henning Otto von Ahlefeldt         | Prälaten und Besitzer adliger und größerer Güter | 0                            |                                                                          |
| Hofjägermeister auf Rosenkranz, Dr. jur. | Robert Weber                       | Prälaten und Besitzer adliger und größerer Güter | 0                            |                                                                          |
| Gutsbesitzer auf Warleberg               | G. C. Radbruch                     | Prälaten und Besitzer adliger und größerer Güter | 0                            |                                                                          |
| Gutsbesitzer auf Lütjenhorn              | H. thor Straten                    | Prälaten und Besitzer adliger und größerer Güter | 0                            |                                                                          |
| Hufner in Bevtoft                        | Hans Andersen Krüger               | Kleinere Landbesitzer                            | 1. Distrikt (Gram)           |                                                                          |
| Hufner in Hijerndrup                     | Christian Hansen Juhl              | Kleinere Landbesitzer                            | 2. Distrikt (Christiansfeld) |                                                                          |
| Amtsverwalter in Hadersleben             | Laurids Skau                       | Kleinere Landbesitzer                            | 3. Distrikt (Hadersleben)    |                                                                          |
| Hufner auf Stovgard                      | Christian Hansen Möller            | Kleinere Landbesitzer                            | 4. Distrikt (Apenrade)       |                                                                          |
| Parzellist in Suurhusen                  | Peter Petersen                     | Kleinere Landbesitzer                            | 5. Distrikt (Ulderup)        |                                                                          |
| Sandmann in Tandslet                     | Hans Christian Bladt               | Kleinere Landbesitzer                            | 6. Distrikt (Augustenburg)   |                                                                          |
| Hofbesitzer auf Wraagaard                | Johann Friedrich Momsen            | Kleinere Landbesitzer                            | 7. Distrikt (Tondern)        |                                                                          |
| Hufner in Neuer Christian-Albrechts-Koog | Lütje Dupsen Lützen                | Kleinere Landbesitzer                            | 8. Distrikt (Emmelsbühl)     |                                                                          |
| Hufner in Meyn                           | Peter Hinrichsen                   | Kleinere Landbesitzer                            | 9. Distrikt (Flensburg)      |                                                                          |
| Hofbesitzer in Langenhorn                | T. N. Redlefsen                    | Kleinere Landbesitzer                            | 10. Distrikt (Bredsted)      |                                                                          |
| Hufner auf Wohlde                        | Johann Peters Kielholz             | Kleinere Landbesitzer                            | 11. Distrikt (Schwabsted)    |                                                                          |
| Lehnsmann aus Uelvesbüll                 | B. W. Pauls                        | Kleinere Landbesitzer                            | 12. Distrikt (Witzwort)      | Das Mandat blieb unbesetzt. Pauls wurde als Stellvertreter gewählt.      |
| Lehnsmann aus Garding                    | Jacob Heinrich Boeter              | Kleinere Landbesitzer                            | 13. Distrikt (Garding)       | Das Mandat blieb unbesetzt. Boeter wurde als Stellvertreter gewählt.     |
| Hufner aus Hammendorf                    | Jürgen Wulf                        | Kleinere Landbesitzer                            | 14. Distrikt (Kropp)         | Das Mandat blieb unbesetzt. Wulf wurde als Stellvertreter gewählt.       |
| zu Hohland                               | H. von Wasmer                      | Kleinere Landbesitzer                            | 15. Distrikt (Eckernförde)   |                                                                          |
| Hufner, Repräsentant aus Kius            | Peter Gabriel                      | Kleinere Landbesitzer                            | 16. Distrikt (Süderbrarup)   | Das Mandat blieb unbesetzt. Gabriel wurde als Stellvertreter gewählt.    |
| Hufner aus Grumby                        | Andreas Hansen                     | Kleinere Landbesitzer                            | 17. Distrikt (Esgruus)       |                                                                          |
| Kanzleirath, Ratsverwandter, Kaufmann    | Hans Petersen Schmidt              | Städte                                           | 1. Distrikt (Flensburg)      |                                                                          |
| Agent, Ratsverwandter in Flensburg       | H. C. Jensen                       | Städte                                           | 1. Distrikt (Flensburg)      |                                                                          |
| aus Flensburg                            | H. C. Henningsen                   | Städte                                           | 2. Distrikt (Schleswig)      | Das Mandat blieb unbesetzt. Henningsen wurde als Stellvertreter gewählt. |
| aus Flensburg                            | F. W. Funcke                       | Städte                                           | 2. Distrikt (Schleswig)      | Das Mandat blieb unbesetzt. Funcke wurde als Stellvertreter gewählt.     |
| Kaufmann                                 | Johann Heinrich Dehn               | Städte                                           | 3. Distrikt (Eckernförde)    |                                                                          |
| Kriegsrath                               | Johann Christian Wildenrath Krey   | Städte                                           | 4. Distrikt (Friedrichstadt) | Das Mandat blieb unbesetzt. Krey wurde als Stellvertreter gewählt.       |
| Ratsverwandter                           | H. P. Hansen                       | Städte                                           | 5. Distrikt (Sonderburg)     |                                                                          |
| Ratsverwandter                           | Martin Bahnsen                     | Städte                                           | 6. Distrikt (Apenrade)       |                                                                          |
| Gastwirt                                 | Chr. Zwersen                       | Städte                                           | 7. Distrikt (Hadersleben)    |                                                                          |
| Kaufmann in Flensburg                    | J. R. Petersen                     | Städte                                           | 8. Distrikt (Husum)          |                                                                          |
| Kaufmann in Flensburg                    | Hugo Green                         | Städte                                           | 9. Distrikt (Tondern)        | Das Mandat blieb unbesetzt. Green wurde als Stellvertreter gewählt.      |
| aus Garding                              | August Petersen                    | Städte                                           | 10. Distrikt (Tönning)       |                                                                          |
| Schiffer und Landbesitzer                | Karl Hansen Brandt                 | gemischte Distrikte                              | 1. Distrikt                  |                                                                          |
| Richter in Hammenhof                     | Carsten Micheel                    | gemischte Distrikte                              | 2. Distrikt                  |                                                                          |